# 再び戦場へ
『再び戦場へ』（ふたたびせんじょうへ、Farewell Again）は、ティム・フェーランが監督し、レスリー・バンクス、フローラ・ロブソン、セバスチャン・ショウ、ロバート・ニュートンが主演して、1937年に制作されたイギリスの映画。この映画は、召集された様々な兵士たちとその家族たちを描く内容を盛り込んだ、アンソロジー映画のような形式をとっている。アメリカ合衆国では『Troopship』という別題で公開された。
この映画は、アレクサンダー・コルダのロンドン・フィルムズ・プロダクションズにより、デナム映画スタジオで撮影された。

## キャスト
- レスリー・バンクス - ハリー・ブレア大佐 (Colonel Harry Blair)
- フローラ・ロブソン - ルーシー・ブレア (Lucy Blair)
- セバスチャン・ショウ - ギルバート・リード大尉 (Captain Gilbert Reed)
- パトリシア・ヒリアード（英語版） - アン・ハリソン (Ann Harrison)
- ロバート・コクラン (Robert Cochran) - カーライル (Carlisle)
- アンソニー・ブシェル（英語版） - ロディ・ハモンド (Roddy Hammond)
- ルネ・レイ（英語版） - エルシー・ワインライト (Elsie Wainwright)
- ロバート・ニュートン（英語版） - ジム・カーター (Jim Carter)
- レオノラ・コーベット（英語版） - レディ・ジョアン (Lady Joan)
- J・H・ロバーツ (J.H. Roberts) - ピアソン博士 (Doctor Pearson)
- エリオット・メイクハム（英語版） - スウェイル少佐 (Major Swayle)
- マーティタ・ハント（英語版） - アディーラ・スウェイル (Adela Swayle)
- エドワード・レクシー（英語版） - ブラウ軍曹 (Sergeant Brough)
- メア・オニール（英語版） - ブラウ夫人 (Mrs Brough)
- ウォーリー・パッチ（英語版） - ピアソン曹長 (Sergeant Major Pearson)
- マーガレット・モファット (Margaret Moffatt) - ビリングス夫人 (Mrs Billings)
- ガートルード・マスグローヴ (Gertrude Musgrove) - リリー・トフ (Lily Toff)
- アルフ・ゴダード（英語版） - バルガー二等兵 (Private Bulger)
- ジョン・ローリー（英語版） - マカリスター二等兵 (Private McAllister)
- ジェリー・ヴァーノ（英語版） - ジュド二等兵 (Private Judd)
- ウィリアム・ハートネル（英語版）（端役）